# 天草市立大楠小学校
天草市立大楠小学校（あまくさしりつ だいなんしょうがっこう）は、かつて熊本県天草市有明町大浦にあった公立の小学校。
2018年（平成30年）3月末をもって閉校し、天草市立有明小学校に統合された。

## 概要
歴史
1988年（昭和63年）に当時の天草郡有明町内の小学校2校（楠甫・大浦）が統合されて開校。旧2校の名称から文字を1つずつとり組み合わせて「大楠」という校名となった。2018年（平成30年）に閉校し、30年の歴史に幕を下ろした。
校訓
「かしこい子、やさしい子、たくましい子」
校章
中央に校名の「大楠」の文字（縦書き）を配している。
校歌
作詞は濱名志松、作曲は出田敬三による。歌詞は3番まであり、各番の歌詞中に校名の「大楠小学校」が登場する。

## 沿革
旧・楠甫小学校（くすぼ）
- 1875年（明治8年）4月[2] - 楠甫村木場寿軒に開校。
- 1877年（明治10年）- 西南戦争で一時休校。
- 1878年（明治11年）4月 - 楠甫木場に新設。
- 1887年（明治20年）4月 - 「尋常楠甫修業小学校」と改称。
- 1889年（明治22年）4月1日 - 町村制施行により、天草郡「楠甫村」が発足。
- 1892年（明治25年）6月 - 「楠甫尋常小学校」と改称。
- 1908年（明治41年）4月 - 改正小学校令により、尋常科（義務教育年限）が4年制から6年制に改められる。尋常科5年を新設。
- 1909年（明治42年）4月 - 尋常科6年を新設。

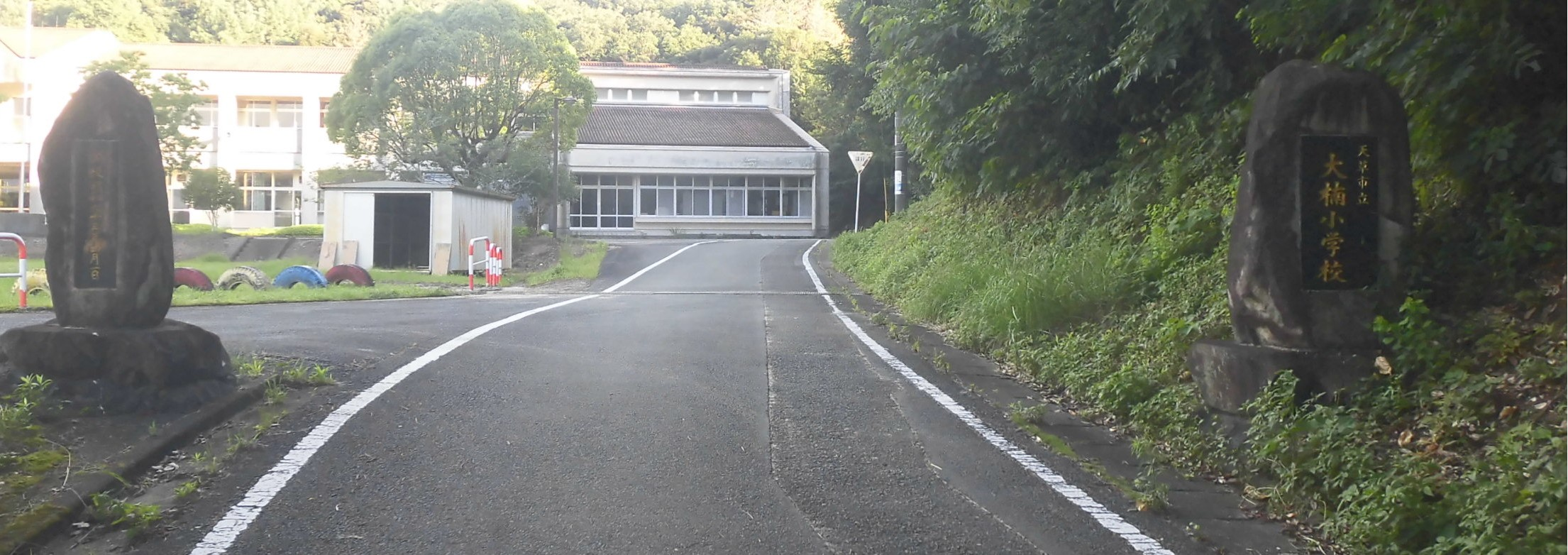
1920年（大正9年）4月 - 高等科を併置の上、「楠甫尋常高等小学校」と改称。
- 1941年（昭和16年）4月1日 - 国民学校令施行により、「楠甫村楠甫国民学校」と改称。尋常科を初等科に改める。
- 1947年（昭和22年）4月1日 - 学制改革により、新制小学校「楠甫村立楠甫小学校」に改組・改称。
- 1956年（昭和31年）6月1日 - 天草郡7村の合併により「有明村」が発足。「有明村立楠甫小学校」と改称。
- 1958年（昭和33年）1月1日 - 有明村の町制施行により、「有明町立楠甫小学校」（最終名）に改称。

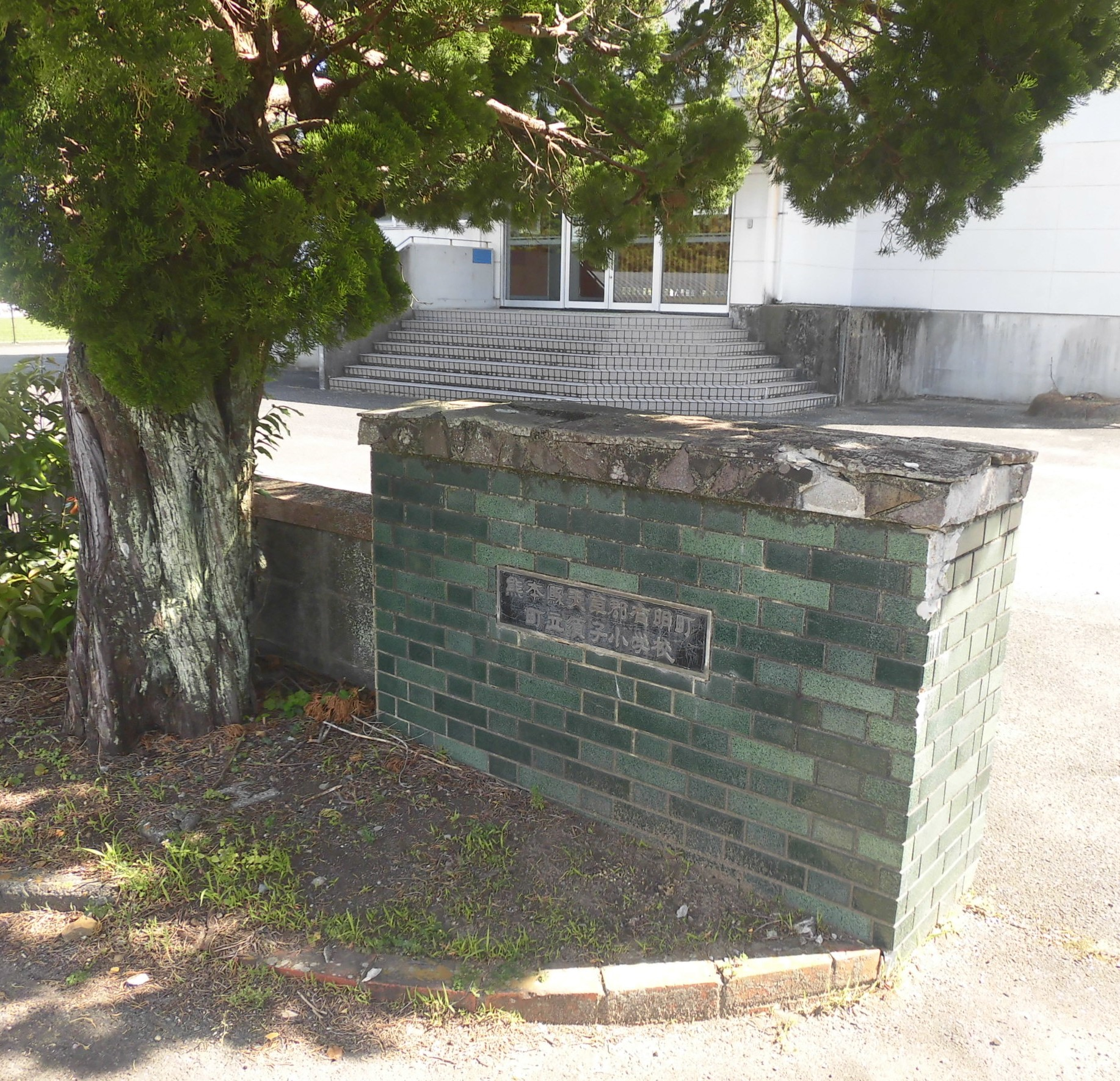
須子小 校門門柱
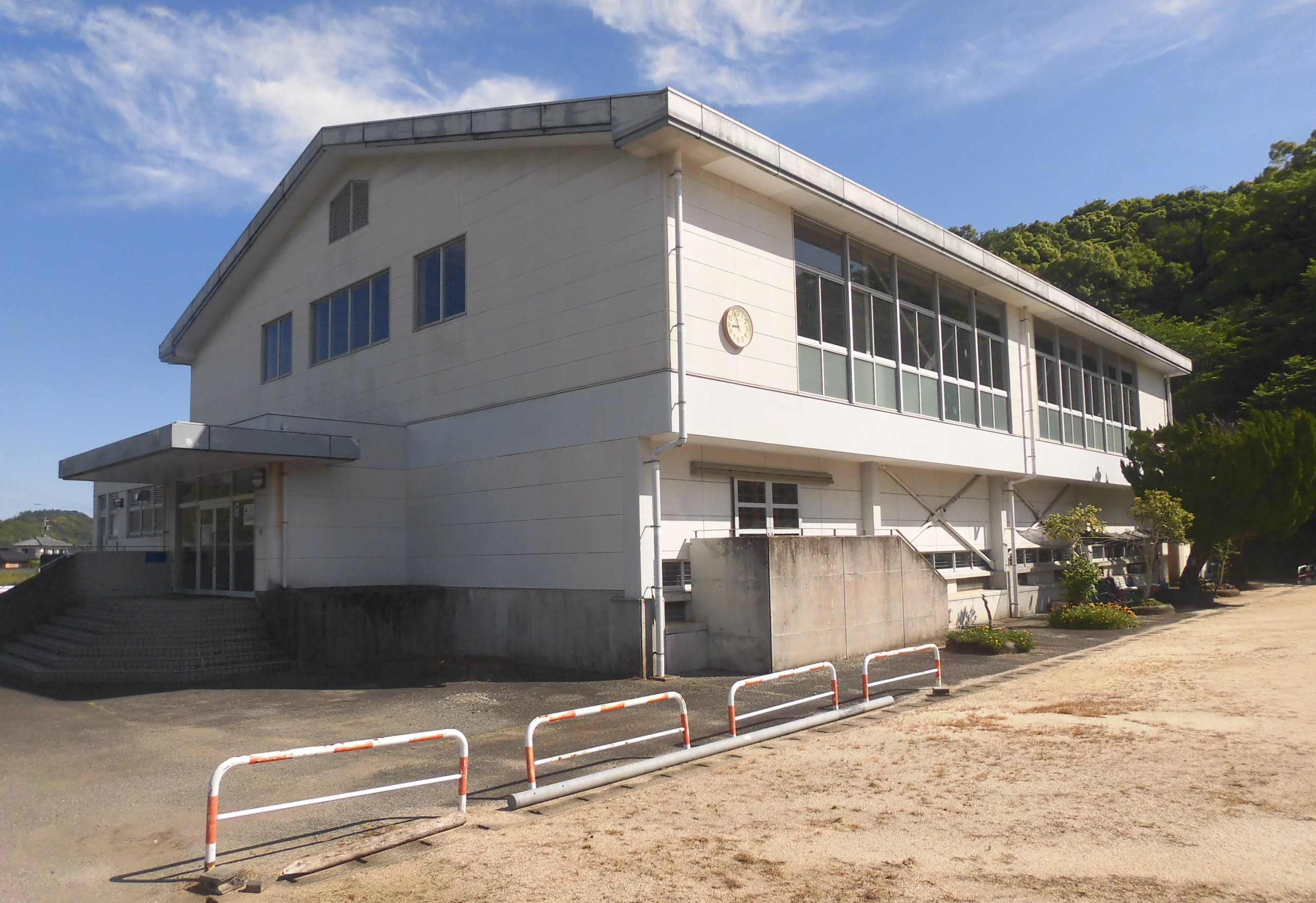
須子小 体育館
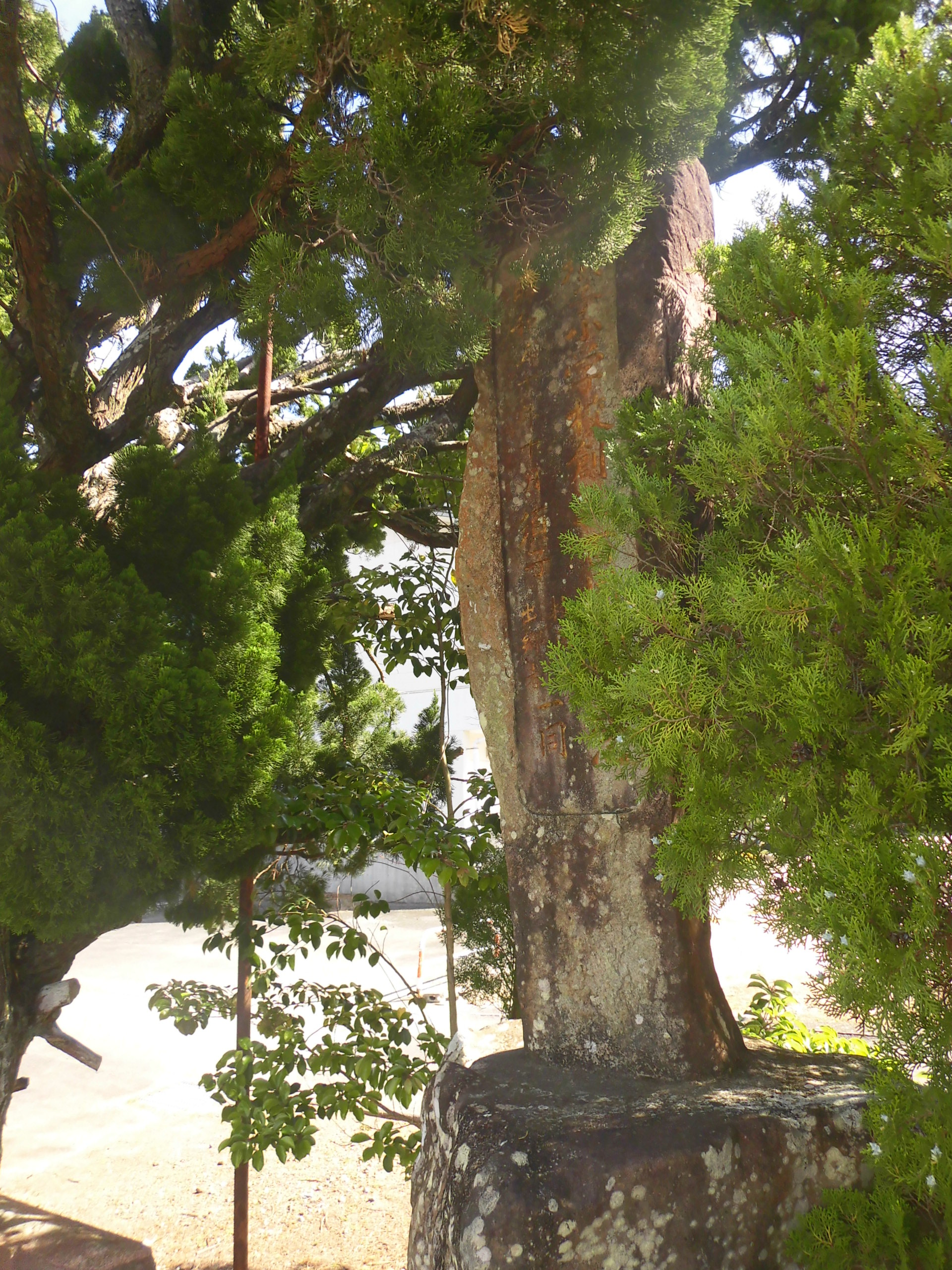
須子小 創立100周年記念碑
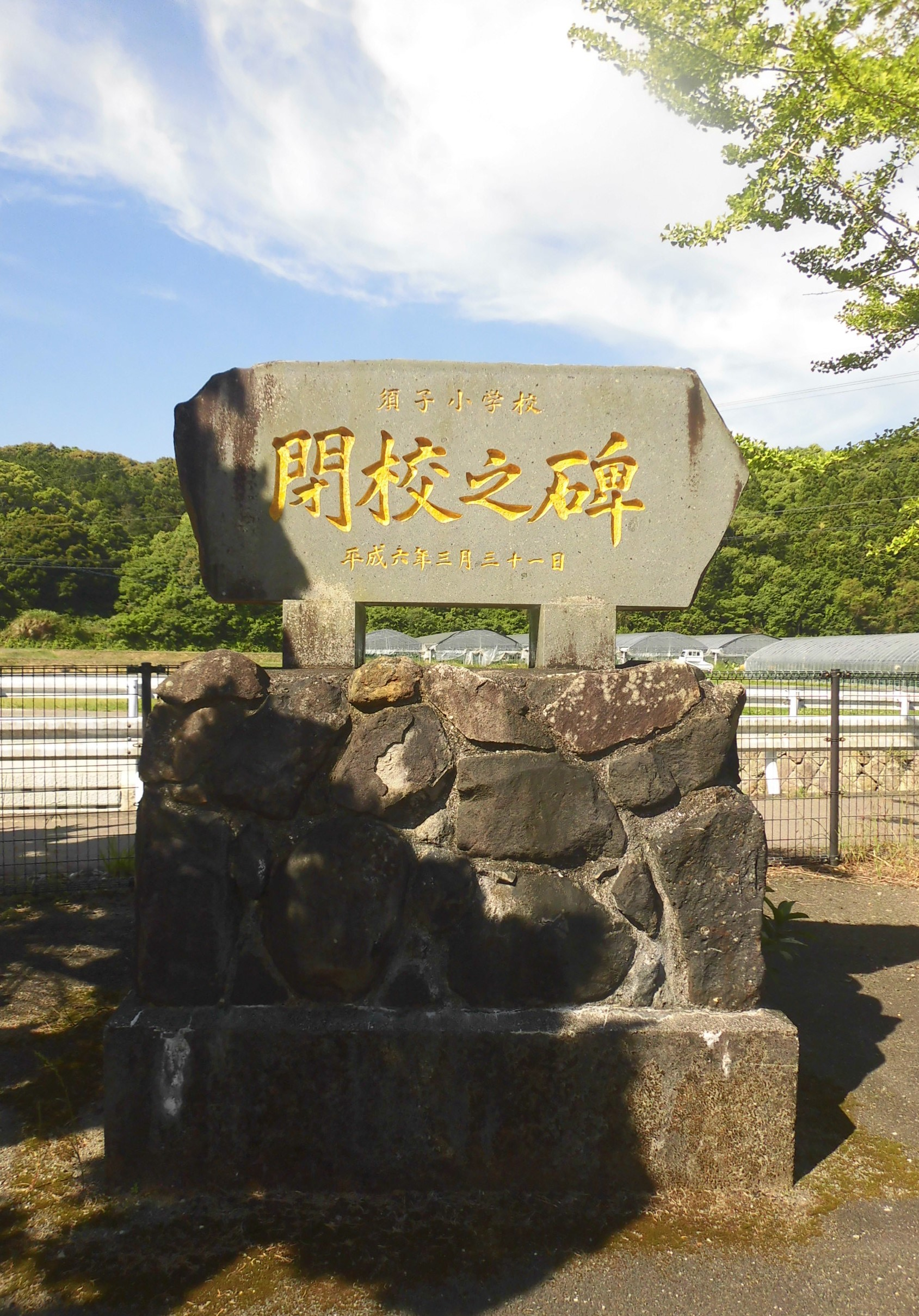
須子小 閉校記念碑

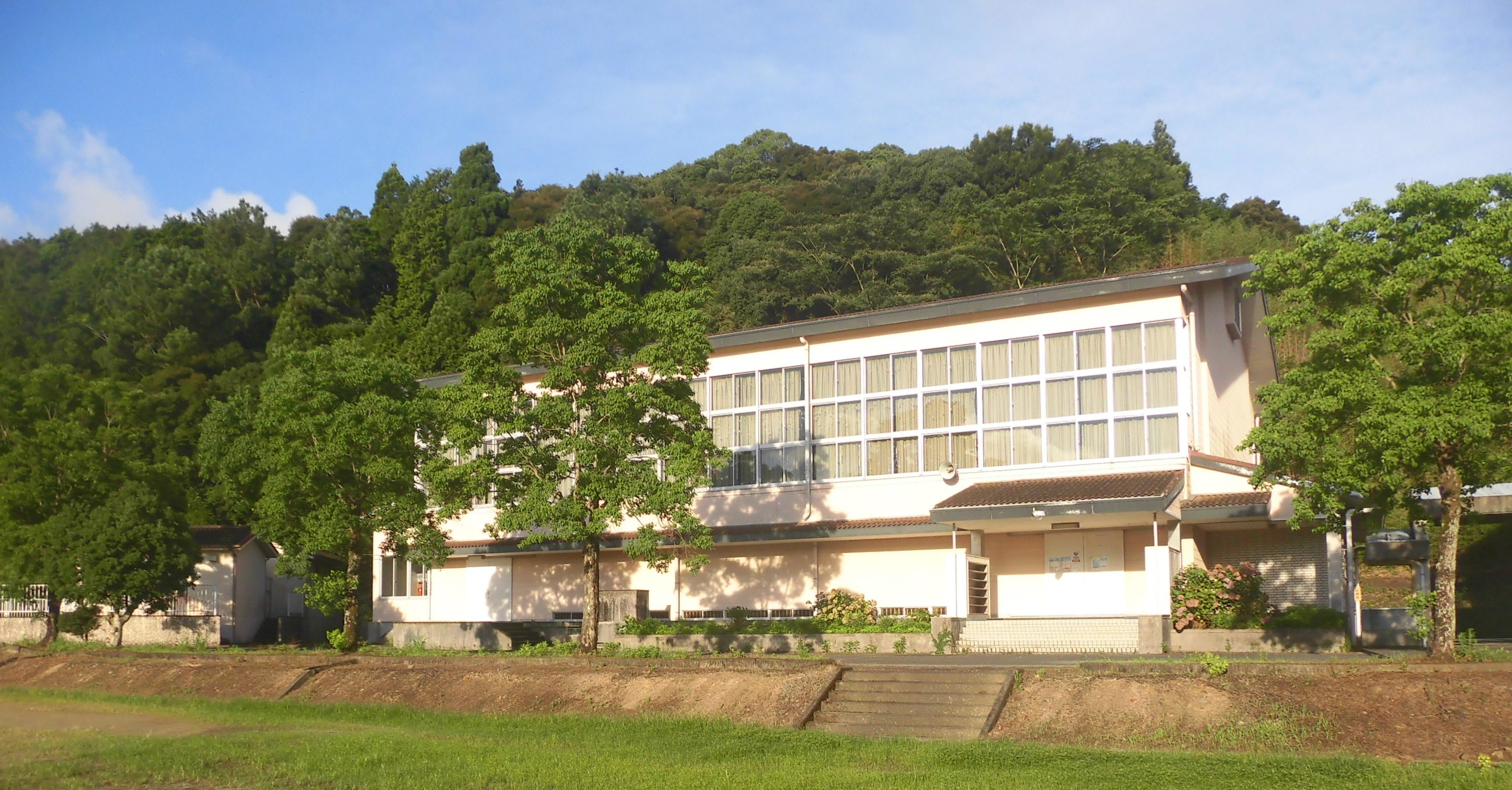
1988年（昭和63年）3月31日 - 有明町立大楠小学校への統合により閉校。113年の歴史に幕を閉じる。
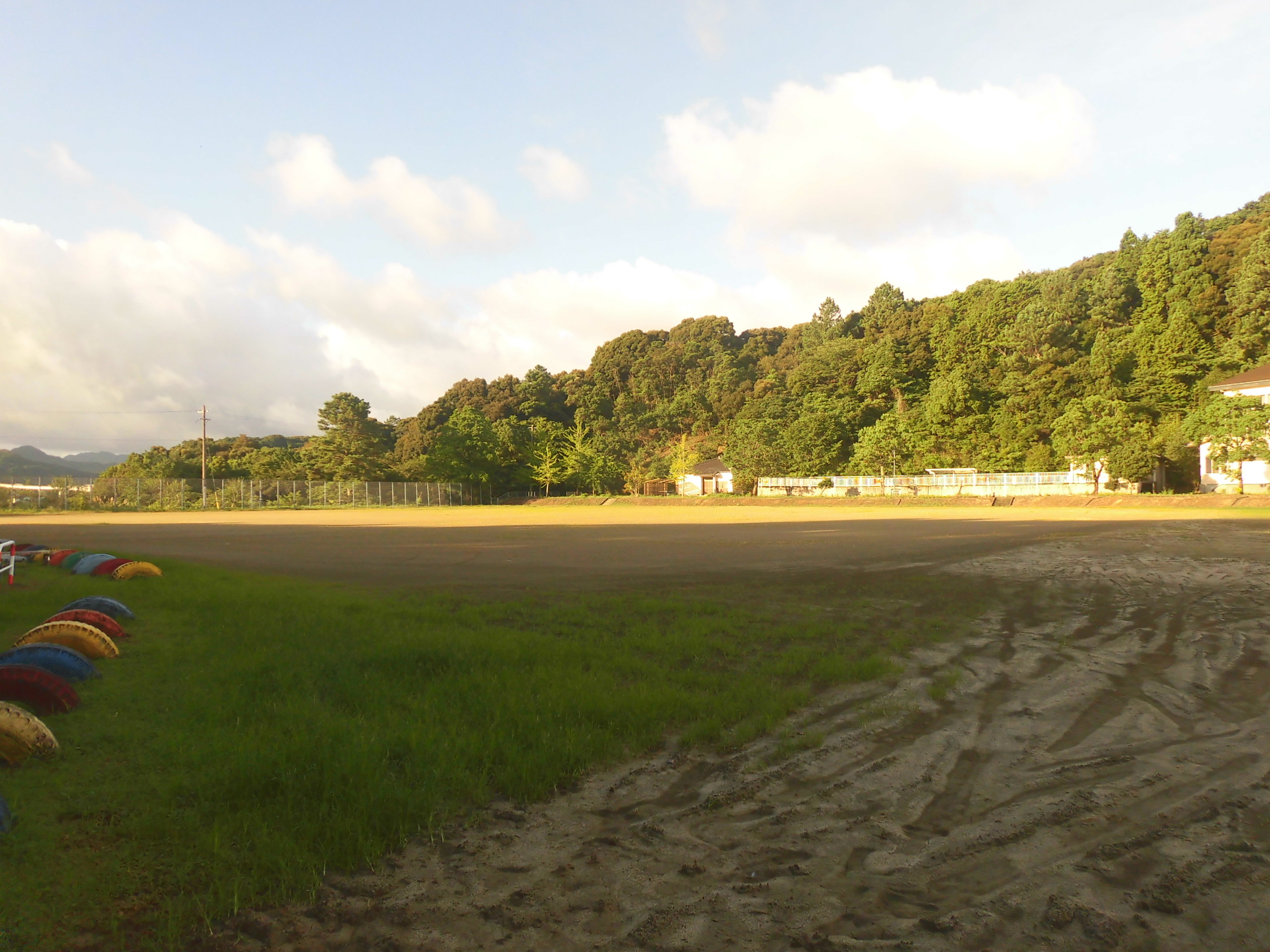
大楠小 運動場
  - 校章 - 中央に校名の「楠甫」の文字（縦書き）を配している[3]。
  - 校歌 - 作詞は濱名志松、作曲は小﨑東紅による。歌詞は3番まであり、各番に校名の「楠甫校」が登場する[3]。
  - 最終所在地（楠甫小学校）- 熊本県天草郡有明町楠甫760番地（北緯32度29分51.5秒 東経130度22分11.3秒 / 北緯32.497639度 東経130.369806度）
  - 跡地は楠甫保育園になった後、楠甫ふれあい館となっている。

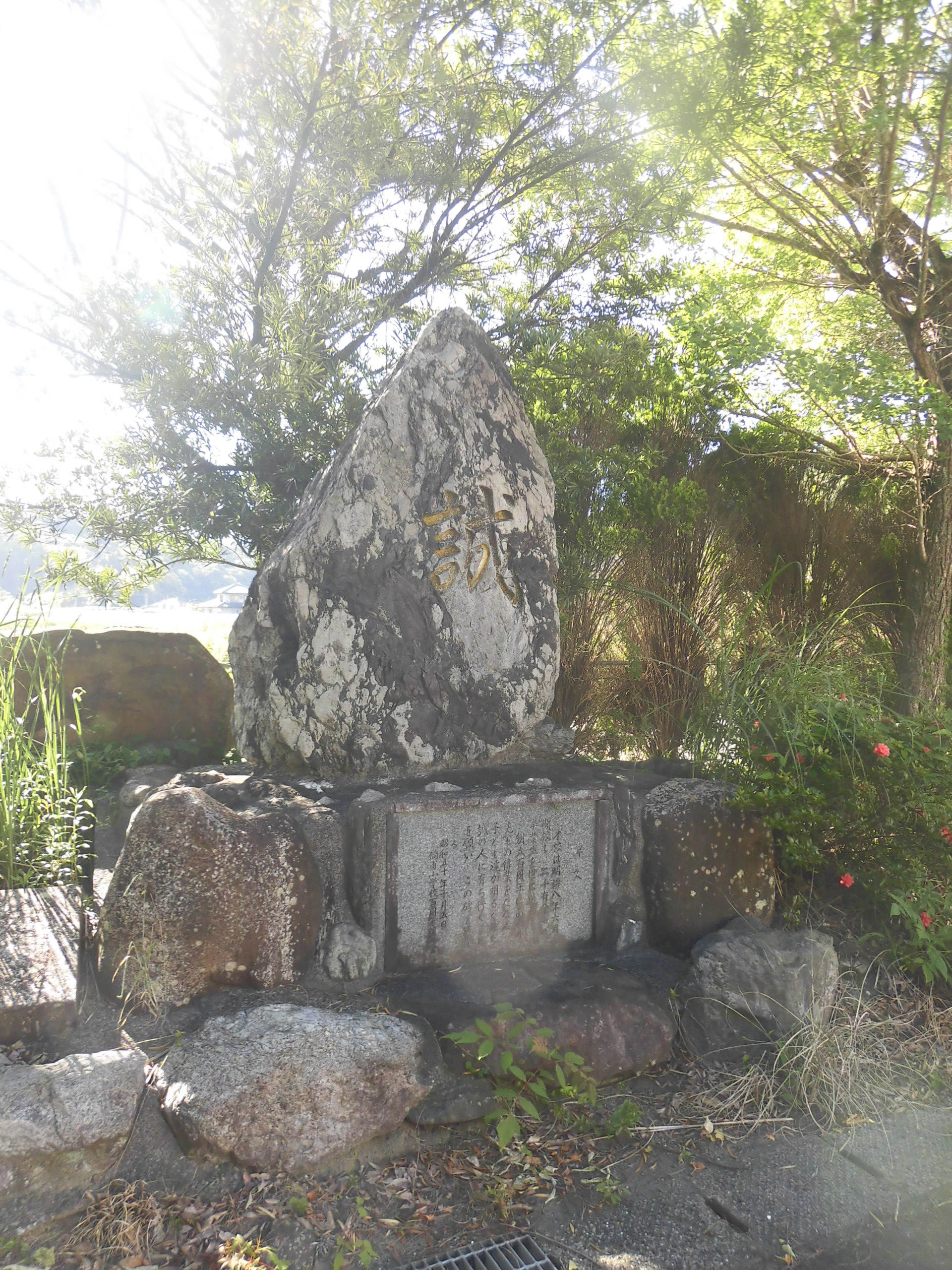
楠甫小 創立100周年記念碑
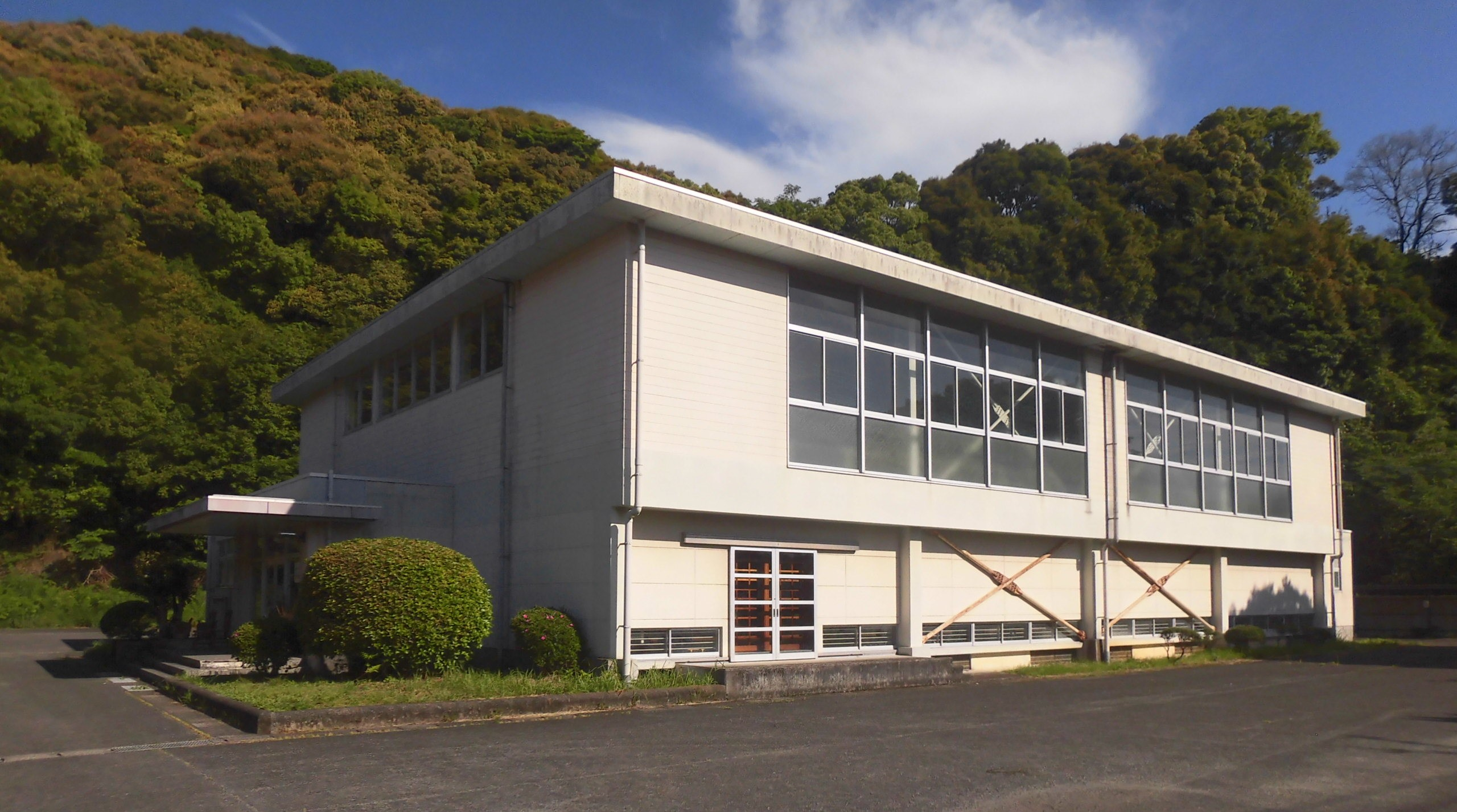
楠甫小 体育館

旧・大浦小学校（おおうら）

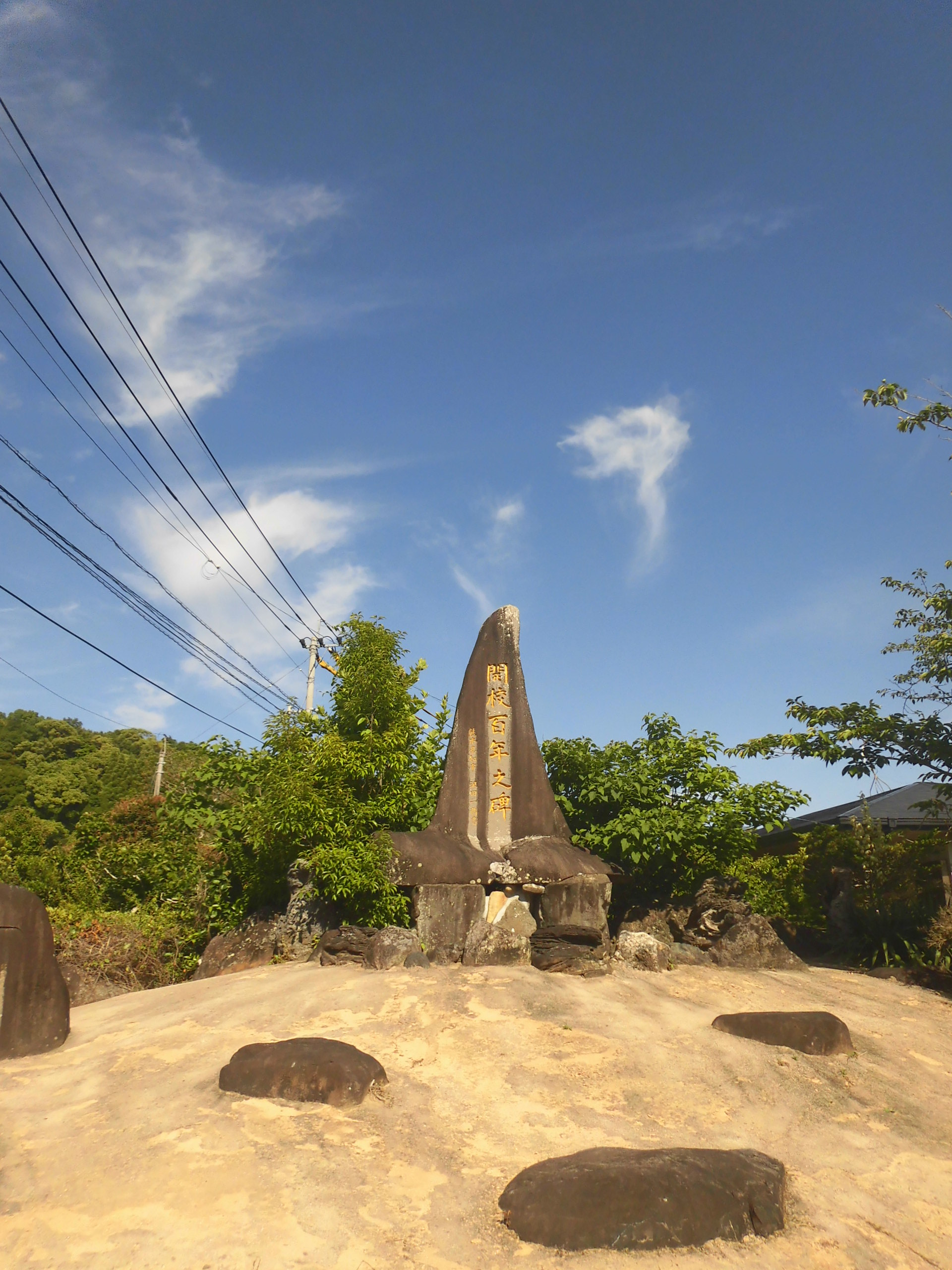
大浦小
創立100周年記念碑

- 1875年（明治8年）8月 - 大浦村字東田九品寺境内同寺附属閻魔堂に「大浦小学校」が創立。
- 1883年（明治16年）3月 - 大浦村字大坪に移転。
- 1887年（明治20年）4月 - 「大浦小学校簡易科教場」（簡易小学校）と改称。
- 1889年（明治22年）4月1日 - 町村制施行により、天草郡「大浦村」が発足。
- 1890年（明治23年）6月 - 「尋常大浦小学校」と改称。
- 1892年（明治25年）6月 - 「大浦尋常小学校」に改称。
- 1908年（明治41年）4月 - 尋常科5年を新設。
- 1909年（明治42年）4月 - 尋常科6年を新設。
- 1910年（明治43年）5月3日 - 校舎を新築。
- 1916年（大正5年）4月 - 組合立大浦高等小学校が併置される。
- 1920年（大正9年）4月1日 - 組合立大浦高等小学校が解散したため、高等科を併置の上「大浦尋常高等小学校」と改称。
- 1941年（昭和16年）4月1日 - 国民学校令施行により、「大浦村大浦国民学校」と改称。
- 1947年（昭和22年）4月1日 - 学制改革により、新制小学校「大浦村須子村組合立大浦小学校」に改組・改称。
- 1956年（昭和31年）6月1日 - 天草郡7村の合併により、「有明村」が発足。「有明村立大浦小学校」と改称。
- 1958年（昭和33年）1月1日 - 有明村の町制施行により、「有明町立大浦小学校」（最終名）と改称。
- 1988年（昭和63年）3月31日 - 有明町立大楠小学校への統合により閉校。113年の歴史に幕を閉じる。
  - 校章 - 中央に校名の頭文字である「大」の文字を配している[4]。
  - 校歌 - 作詞・作曲ともに不詳。歌詞は2番まであり、歌詞中に校名は登場しない[4]。
  - 最終所在地（大浦小学校）- 熊本県天草郡有明町大浦3405番地（北緯32度31分22.7秒 東経130度21分33.2秒 / 北緯32.522972度 東経130.359222度）
  - 跡地は有明東保育園となっている。

旧・須子小学校（すじ）
- 1875年（明治8年） - 須子村字猪の尻の香月小源太宅を借り受け、「須子小学校」が創立。
- 1876年（明治9年）11月 - 香月権門所有の峰空家を借り受け移転。
- 1877年（明治10年） - 西南戦争により一時休校。
- 1881年（明治14年）8月26日 - 大久保の岡崎藤吉所有地を借り受け移転。
- 1887年（明治20年）3月26日 - 公立須子小学校を「須子小学校簡易科教場」（簡易須子小学校）と改称。
- 1889年（明治22年）4月1日 - 町村制の施行により、天草郡「須子村」が発足。
- 1890年（明治23年）7月 - 尋常科（4年制）を設置の上、「尋常須子小学校」と改称。
- 1892年（明治25年）6月 - 「須子尋常小学校」に改称。
- 1897年（明治30年）9月10日 - 校舎を移転。
- 1920年（大正9年）4月 - 高等科を併置の上、「須子尋常高等小学校」と改称。
- 1941年（昭和16年）4月1日 - 国民学校令施行により「須子村須子国民学校」と改称。
- 1947年（昭和22年）4月1日 - 「大浦村須子村組合立須子小学校」と改称。
- 1956年（昭和31年）6月1日 - 天草郡7村の合併により「有明村」が発足。「有明村立須子小学校」と改称。
- 1958年（昭和33年）1月1日 - 有明村の町制施行により、「有明町立須子小学校」（最終名）と改称
- 1994年（平成6年）3月31日 - 有明町立大楠小学校への統合により閉校。119年の歴史に幕を閉じる。
  - 校章 - 桜の花弁を背景にして、中央に校名の「須子小」の文字（縦書き）を配している[5]。
  - 校歌 - 作詞・作曲ともに佐々木定義による。歌詞は3番まであり、各番の歌詞中に校名の「須子」が登場する[5]。
  - 最終所在地（須子小学校）- 熊本県天草郡有明町須子1228番地（北緯32度30分41.3秒 東経130度20分26.3秒 / 北緯32.511472度 東経130.340639度）

- 須子小
校門門柱
- 須子小
体育館
- 須子小
創立100周年記念碑
- 須子小
閉校記念碑

統合・大楠小学校（だいなん）
- 1988年（昭和63年）4月1日 - 小学校2校（楠甫・大浦）が統合し、「有明町立大楠小学校」となる。
- 1994年（平成6年）4月1日 - 有明町立須子小学校を統合。
- 2006年（平成18年）3月27日 - 2市8町が合併し、「天草市」が発足。「天草市立大楠小学校」（最終名）と改称。
- 2018年（平成30年）
  - 3月31日 - 閉校。30年の歴史に幕を下ろした。
  - 4月1日 - 天草市立小学校3校（大楠・浦和・島子）の統合により、「天草市立有明小学校」が新設される。
  - 最終所在地（大楠小学校）- 熊本県天草市有明町大浦533番地1（北緯32度31分02.8秒 東経130度21分59.4秒 / 北緯32.517444度 東経130.366500度）

- 大楠小
正門
- 大楠小
体育館
- 大楠小
運動場

## 交通アクセス
最寄りのバス停留所
- 九州産交バス 「大楠体育館前」停留所

最寄りの幹線道路
- 国道324号
- 熊本県道109号大浦港線

## 周辺
- 池島ノ瀬戸
- 大浦港
- 旧・熊本県立天草東高等学校（2012年（平成24年）3月末に閉校）